# Conceição do Lago-Açu
Conceição do Lago-Açu is een gemeente in de Braziliaanse deelstaat Maranhão. De gemeente telt 14.909 inwoners (schatting 2009).